# Ersephila
Ersephila is een geslacht van vlinders van de familie spanners (Geometridae), uit de onderfamilie Larentiinae.

## Soorten
- E. electa Schaus, 1912
- E. grandipennis Hulst, 1896
- E. hydriomenata Pearsall, 1906
- E. indistincta Hulst, 1898
- E. prema Druce, 1893